# Königsee (dzielnica)
Königsee – dzielnica miasta Königsee w Niemczech, w kraju związkowym Turyngia, w powiecie Saalfeld-Rudolstadt. Do 30 grudnia 2012 samodzielne miasto.

## Historia
W 1198 miejscowość po raz pierwszy pojawia się w źródłach pisanych jako Kunegesse. Prawa miejskie otrzymało w 1257, jednakże zatwierdzono je dopiero w 1365 za sprawą Gunthera XXXII von Schwarzburg, który nadał osiedlu także prawo bicia monet. Podczas wojny braci Schwarzburgów w 1447 miasto zostaje zburzone, zostały mury obronne oraz baszty. Następuje odbudowa miasta. W XV oraz XVI wieku Königsee zaczęło czerpać korzyści z górnictwa, wydobywając żelazo, srebro, miedź oraz ołów. Podczas wojny trzydziestoletniej miasto zostało splądrowane i doszczętnie spalone, jednakże, zdołano je odbudować. Pod koniec XVII wieku znane było jako centrum handlu olejem i produkcji obuwia. 
Rozwój księstwa Schwarzburg-Rudolstadt oraz prohibicja nałożona na handel olejem przyczyniła się do podupadania miasta i masowej emigracji do Ameryki, na początku XIX wieku.

## Współpraca
Miejscowości partnerskie:
- Ansião, Portugalia
- Erbach, Hesja
- Hirson, Francja
- Jiczyn, Czechy
- Le Pont-de-Beauvoisin, Francja
- Nagykanizsa, Węgry